# سوزان جرج (هنرپیشه)
 سوزان جرج (انگلیسی: Susan George؛ زادهٔ ۲۶ ژوئیهٔ ۱۹۵۰) هنرپیشه و تهیه‌کننده اهل بریتانیا است. وی از سال ۱۹۶۲ میلادی تاکنون مشغول فعالیت بوده است.
از فیلم‌های او می‌توان به شاید فردایی در کار نباشد، جک قاتل، سگ‌های پوشالی، به دنبال جنگ شیشه‌ای و خانه‌ای که در آن شیطان ساکن است اشاره نمود.